# トム・グリーン
トム・グリーン（Tom Green、1971年7月30日 - ）は、カナダ・オンタリオ州生まれの俳優・コメディアン・ミュージシャン・脚本家・プロデューサー・ラッパーである。

## 来歴
コメディアンや俳優、テレビのパーソナリティ、そしてミュージシャンなどとして知られるグリーンは、1971年にオンタリオ州に生まれる。1990年代初頭、グリーンは、ラッパーとして“Prepare for Impact”なるグループを組み、活動を始める。地元の大学へ在学中に、オタワ大学の構内ラジオのホストとして才能を発揮し始めた。その後1994年にカナダ国内で『トム・グリーン・ショー』が始まり、徐々に人気が高まっていき、それがアメリカへ飛び火。1999年にMTVでも取り上げられ、一躍米国での人気も得る。
同時に俳優としてのキャリアも重ねていき、ブレッキン・メイヤー、エイミー・スマート共演の『ロード・トリップ』や、『チャーリーズ・エンジェル』などの出演作がある。2000年には『チャーリーズ・エンジェル』のPRのため、ドリュー・バリモア、ルーシー・リュー、クリスピン・グローヴァーらと共に来日も果たした。私生活では、ドリュー・バリモアと2001年に結婚するも、わずか1年後に離婚した。
監督・脚本・主演を務めた2001年公開のコメディ映画『フレディのワイセツな関係』は第22回ゴールデンラズベリー賞で5部門を受賞し、授賞式に駆けつけ話題となった。受賞者の出席は第16回最低監督賞のポール・バーホーベン以来2人目。

## 出演作品

### 映画
- The Chicken Tree (1998)
- スーパースター/爆笑スター誕生計画 Superstar (1999)
- ロード・トリップ Road Trip (2000)
- チャーリーズ・エンジェル Charlie's Angel (2000)
- フレディのワイセツな関係 Freddy Got Fingered (2001)
- キャンパス・クレイジー Stealing Harvard (2002)
- クール・ボーダーズ Grind (2003)
- Bob the Butler (2005)
- プリティ・ライフ/ヘイリー・ダフの学園天国 Legacy (2008)
- アイアン・スカイ 第三帝国の逆襲 Iron Sky: The Coming Race (2019)

### テレビアニメ
- Odd Job Jack (2002)

### テレビ番組
- サタデー・ナイト・ライブ Saturday Night Live (2001-2002)